# Wilson Greatbatch
Wilson Greatbatch (6 de septiembre de 1919, Búfalo, Estados Unidos - 27 de septiembre de 2011, Williamsville, Nueva York) fue un ingeniero e inventor que realizó avances en el desarrollo del primer marcapasos cardíaco implantable, aunque a menudo es reconocido como el inventor del marcapasos en general. Era graduado por la Universidad Cornell y la Universidad de Búfalo. Registró más de 350 patentes y fue miembro del National Inventors Hall of Fame y recibió el Premio Lemelson-MIT en 1996.

## Aportes al desarrollo del marcapasos
Los marcapasos implantables construidos por el ingeniero Wilson Greatbatch, tuvieron un impacto fundamental en el tratamiento de las enfermedades cardíacas. Su contribución más significativa fue el desarrollo del marcapasos moderno, una invención que transformó la vida de millones de personas alrededor del mundo.
En 1958, Greatbatch, trabajando en su laboratorio en Nueva York, hizo un descubrimiento accidental que cambiaría la medicina para siempre. Durante un experimento en el que intentaba construir un grabador de ritmo cardíaco, conectó erróneamente un resistor en su dispositivo, lo que resultó en una señal eléctrica de baja frecuencia. Al reconocer que esta señal podía ser utilizada para imitar el ritmo natural del corazón, Greatbatch ideó un dispositivo capaz de enviar impulsos eléctricos regulares al corazón, ayudando a mantener su ritmo. Este fue el primer paso hacia el desarrollo de lo que más tarde se conocería como el marcapasos implantable.

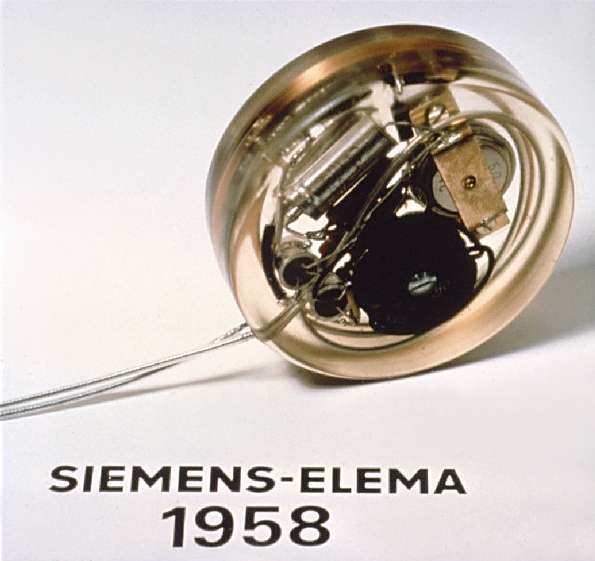
Primer marcapasos implantable (1958).

El primer marcapasos de Greatbatch fue implantado en un ser humano en abril de 1960, después de exitosas pruebas en animales. La gran innovación de este marcapasos fue el uso de baterías de mercurio como fuente de energía, una característica que mejoraba la duración y la fiabilidad del dispositivo. Esta innovación fue crucial, ya que los marcapasos previos a la invención de Greatbatch requerían fuentes de energía externas o tenían una vida útil muy limitada. La duración extendida de las baterías de mercurio permitió que el marcapasos funcionara de manera efectiva dentro del cuerpo humano durante un periodo prolongado. El primer paciente en recibir uno de estos marcapasos con batería de mercurio sobrevivió más de 18 meses, un resultado alentador que ayudó a establecer la viabilidad de la tecnología.
Durante la década de 1960, varios desarrollos alternativos en marcapasos fueron realizados por empresas en los Estados Unidos, particularmente marcapasos accionados por generadores termoeléctricos de radioisótopos. Sin embargo, en 1971, Wilson Greatbatch hizo un avance aún más importante al desarrollar la celda de yoduro de litio como fuente de energía para los marcapasos. Esta celda, que utilizaba una combinación de yoduro de litio y ánodo de litio, demostró ser más eficiente y duradera que las baterías de mercurio, lo que permitió una mayor longevidad del dispositivo y la posibilidad de usarlo en una gama más amplia de pacientes. Esta innovación en las celdas de yoduro de litio se convirtió en el estándar para los marcapasos implantables y facilitó su adopción generalizada en la práctica médica.
El impacto de las contribuciones de Greatbatch a la tecnología de marcapasos ha sido duradero, ya que los principios fundamentales de sus diseños se mantienen en los dispositivos modernos. Su trabajo no solo ha salvado y mejorado millones de vidas, sino que también ha impulsado el desarrollo de nuevas tecnologías en el campo de la medicina cardiaca. Su legado perdura como una de las figuras más influyentes en la historia de la ingeniería biomédica.

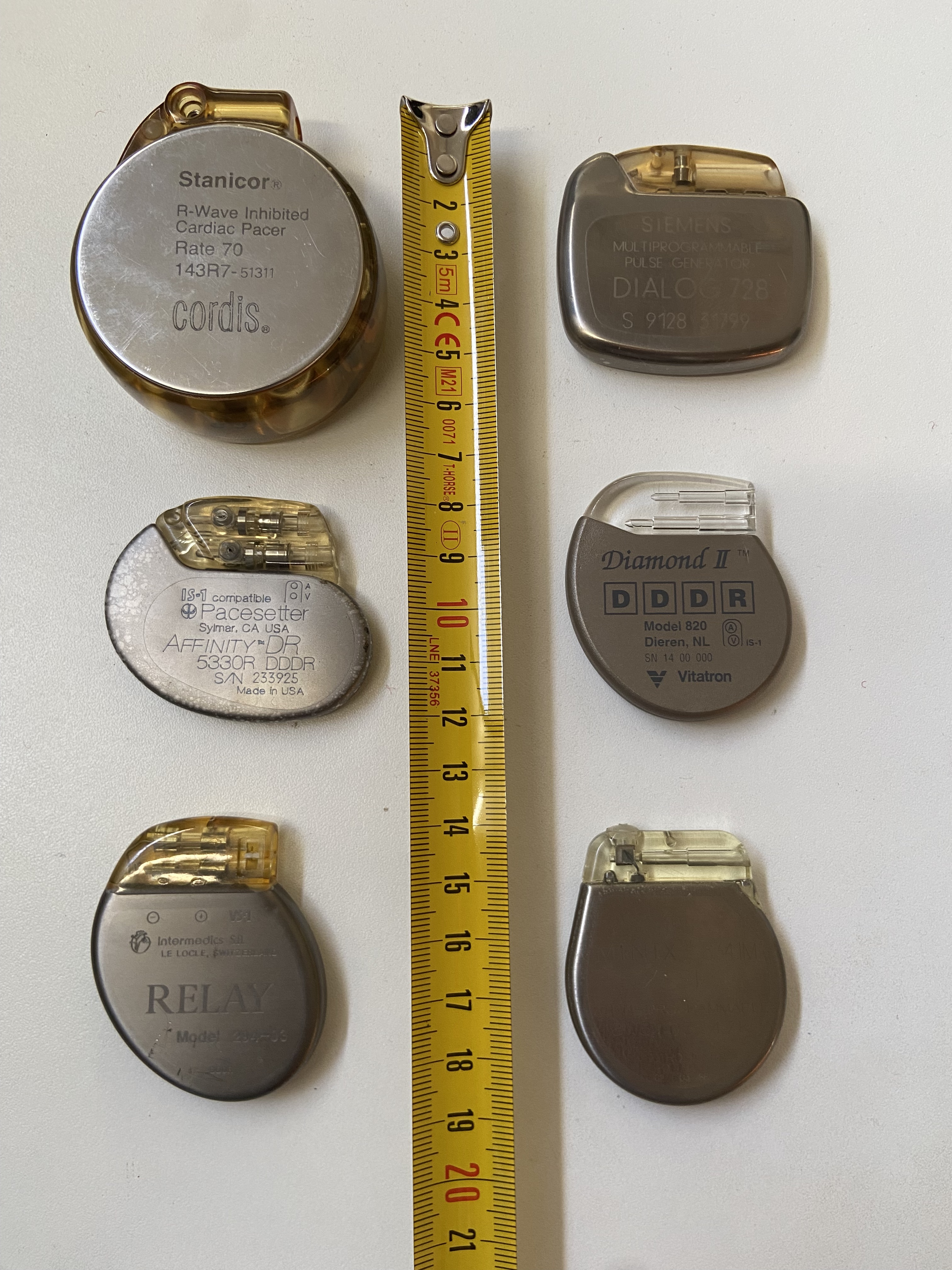
Varios marcapasos.

## La celda de la batería de yoduro de litio Greatbatch
En 1968, la empresa Catalyst Research Corporation de Baltimore, Maryland desarrolló y patentó una celda de batería de litio (patente estadounidense 4049890A). La celda utilizaba dos elementos en extremos cercanos de la escala electroquímica, lo que provocaba un alto voltaje de 2,8V y una densidad de energía cercana al máximo físico. Desgraciadamente, tenía una impedancia interna que limitaba su carga de corriente a menos de 0,1 mA, por lo que se consideraba inútil.
Greatbatch trató de introducir este invento en la industria de los marcapasos, que podía utilizar fácilmente una batería de alta impedancia. Los primeros trabajos se llevaron a cabo en un área alquilada de la antigua Fábrica de Órganos Wurlitzer en North Tonawanda, Nueva York. Se entiende que Ralph Mead dirigió el primer desarrollo electroquímico.
Greatbatch presentó la celda WG1 a los desarrolladores de marcapasos en 1971, y fue recibida con un entusiasmo limitado. El 9 de julio de 1974, Manuel A. Villafaña y Anthony Adducci fundadores de Cardiac Pacemakers Inc.(Guidant) en St. Paul, Minnesota, fabricaron el primer marcapasos del mundo con un ánodo de litio y una batería de electrolito de yoduro de litio de estado sólido. La celda de yoduro de litio fabricada por Greatbatch es ahora la celda estándar para los marcapasos, ya que tiene la densidad energética, la baja autodescarga, el pequeño tamaño y la fiabilidad necesarios.

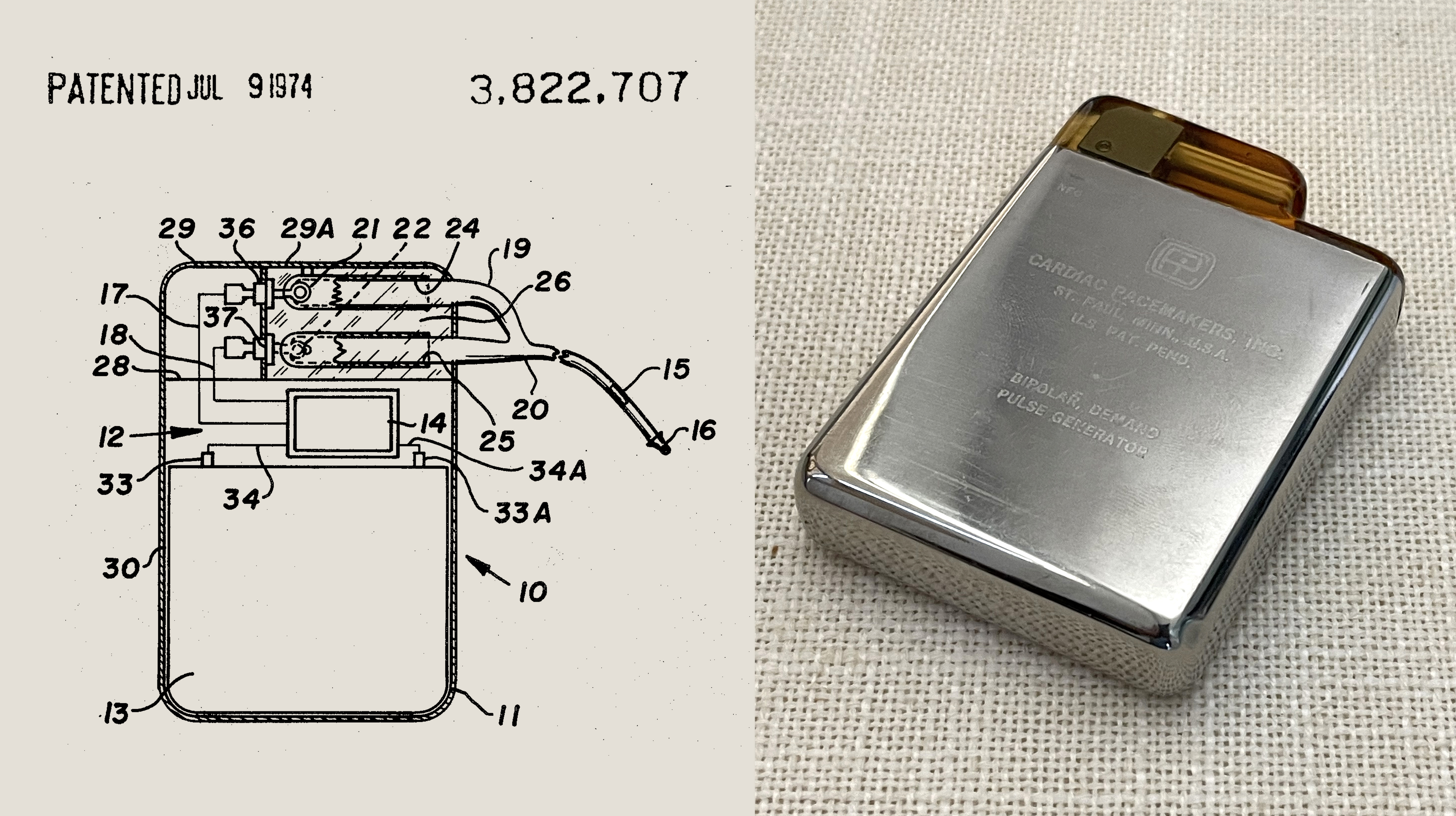
Un marcapasos de Cardiac Pacemarkers Inc.

En la celda desarrollada para la aplicación de marcapasos cardíacos, el ánodo es de litio y el cátodo una composición propia de yodo y poli-2-vinilpiridina, ninguno de los cuales es conductor de la electricidad. Sin embargo, tras el procesamiento mediante la mezcla y el calentamiento a ~ 150 °C durante 72 horas, los componentes reaccionan entre sí para formar un líquido viscoso conductor de la electricidad que, aún fundido, se vierte en la celda, donde se enfría para formar un sólido. Cuando el líquido entra en contacto con el ánodo de litio, crea una capa monomolecular de yoduro de litio cristalino semiconductor. A medida que la celda se descarga por la carga de corriente del marcapasos, la reacción entre el ánodo de litio y el cátodo de yodo forma una barrera creciente de yoduro de litio, que es resistiva, y hace que la tensión terminal de la celda disminuya aproximadamente como una función inversa del volumen de la barrera. Los diseñadores de marcapasos utilizan esta característica para permitir la detección del "fin de vida" incipiente de la celda de litio del marcapasos.

## Filantropía
Greatbatch donó fondos al Houghton College de Nueva York para crear un programa de postgrado en música.  El Centro para las Artes (CFA) del Houghton College fue diseñado con sus donaciones para incluir una sala de conciertos, una galería de arte, un espacio de reunión de varias plantas y varias salas de ensayo para coros e instrumentos. Posteriormente recibió el nombre de Escuela de Música Greatbatch en su honor. El Houghton College ayudó a Greatbatch en sus investigaciones, cuando no podía generar apoyo, proporcionándole espacio de laboratorio y asistencia en la investigación.
En 2009, Wilson y Eleanor Greatbatch donaron aproximadamente 10 millones de dólares para crear una moderna recepción de cristal y un pabellón interpretativo, llamado Eleanor and Wilson Greatbatch Pavilion, separado del Complejo Darwin D. Martin House. Fue diseñado por Toshiko Mori, directora del departamento de arquitectura de la Escuela de Diseño de Harvard.